# Горнево (Смоленская область)
Горнево — деревня в Смоленской области России, в Вяземском районе. По состоянию на 2007 год постоянного населения не имеет. Расположена в восточной части области в 8 км к северо-западу от Вязьмы, в 5 км севернее автодороги М1 «Беларусь».
Входит в состав Относовского сельского поселения.

## Известные люди
Павел Алексеевич Курочкин (1900—1989) — Герой Советского Союза, генерал армии, командующий 60-й армией в составе войск 1-го и 4-го Украинских фронтов.